# مهدی‌قلی تاج‌بخش
مهدی‌قلی تاج‌بخش (۱۳۳۰-؟) از نخستین جوانان ایرانی بود که وارد مدرسهٔ صاحب‌منصبی ژاندارمری شد و زیردست سوئدی‌ها به تدریج مراحل درجات را طی کرد. مدتی در اصفهان مأموریت داشت. در زمان جنگ جهانی اول به حکومت موقت رضاقلی خان مافی (نظام‌السلطنه) پیوست. پس از پایان جنگ و عفو عمومی به ژاندارمری بازگشت. در ۱۲۹۹ با درجه یاوری (سرگرد) فرمانده گردان مستقل ژاندارمری اراک و ملایر بود. با همان درجه یاوری در قشون متحدالشکل پذیرفته شد. در ۱۳۰۳ به درجه سرهنگی ارتقا یافت. در خلع سلاح عشایر رشادت به خرج داد و به درجه سرتیپی رسید (۱۳۰۸). در جنگهای لرستان و کرمانشاه و شورش عشایر فارس شرکت داشت. مدتی فرمانده تیپ لرستان، تیپ مکران و در نهایت تیپ کرمان بود. در ۱۳۱۸ در کابینه احمد متین‌دفتری رئیس اداره کل کشاورزی شد. پس از شهریور ۱۳۲۰ ابتدا فرمانده لشکر لرستان و سپس فرمانده سپاه جنوب شد.